# Scaptia lata
Scaptia lata är en tvåvingeart som först beskrevs av Guerin-meneville 1835.  Scaptia lata ingår i släktet Scaptia och familjen bromsar. Inga underarter finns listade i Catalogue of Life.

## Bildgalleri

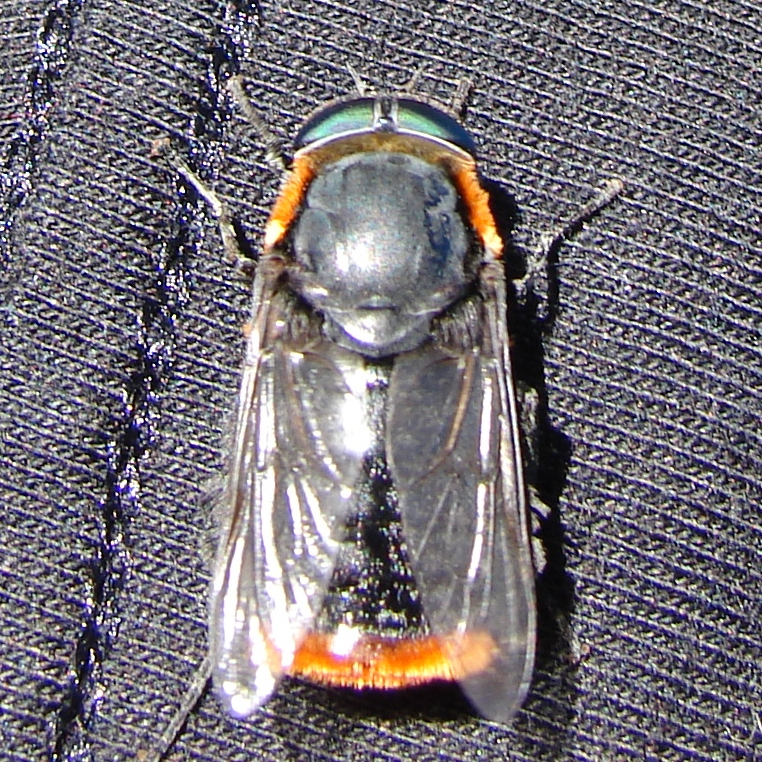